# Петтінео
Петтінео (італ. Pettineo, сиц. Pittineu) — муніципалітет в Італії, у регіоні Сицилія, метрополійне місто Мессіна.
Петтінео розташоване на відстані близько 470 км на південь від Рима, 85 км на схід від Палермо, 115 км на захід від Мессіни.
Населення — 1370 осіб (2014).
Щорічний фестиваль відбувається 5 травня. Покровитель — Sant'Oliva.

## Демографія
Населення за роками:

Станом на 1 січня 2023 року в муніципалітеті офіційно проживало 19 іноземців з 5 країн, серед них 7 громадян країн Євросоюзу.

## Сусідні муніципалітети
- Кастель-ді-Лучо
- Містретта
- Мотта-д'Аффермо
- Реїтано
- Сан-Мауро-Кастельверде
- Туза